# Nesocichla
Nesocichla is een geslacht van vogels uit de familie van de lijsters (Turdidae). De wetenschappelijke naam van het geslacht is voor het eerst geldig gepubliceerd in 1855 door Gould.

## Soorten
De volgende soort is bij het geslacht ingedeeld:
- Nesocichla eremita (tristanlijster) Gould, 1855